# 케르체르스
케르체르스(독일어: Kerzers)는 스위스 프리부르주의 제구에 있는 자치체이다. 프랑스어명은 세트르(프랑스어: Chiètres)이다.

## 역사
케르체르스는 926년에 Cartris로 처음 언급되었다. 1153년에는 Kercers로 언급되었다.

## 지리
케르체르스의 면적은 12.28k㎡이다. 이 면적 중 8.38k㎡ (68.5%)가 농업용으로 사용되는 반면 1.81k㎡(14.8%)는 삼림으로 사용된다. 나머지 토지 중 1.95k㎡ (15.9%)가 정착(건물 또는 도로), 0.07k㎡(0.6%)가 강 또는 호수이고, 0.01k㎡ (0.1%)는 비생산적인 토지이다.
건축면적 중 공업용 건물이 전체 면적의 2.0%, 주택과 건물이 6.9%, 교통 기반 시설이 4.8%를 차지했다. 공원, 녹지대 및 운동장은 1.2%를 구성했다. 산림면적 중 13.7%는 삼림이 무성하고, 1.1%는 과수원이나 작은 나무 군락으로 덮여 있다. 농경지 중 62.1%는 농작물 재배에 사용되며 5.0%는 목초지이며 1.5%는 과수원이나 덩굴 작물에 사용된다. 시정촌의 모든 물은 흐르는 물이다.
시정촌은 그로세스 무스 습지대의 동쪽 가장자리에 있는 제구에 있다.

## 인구 통계

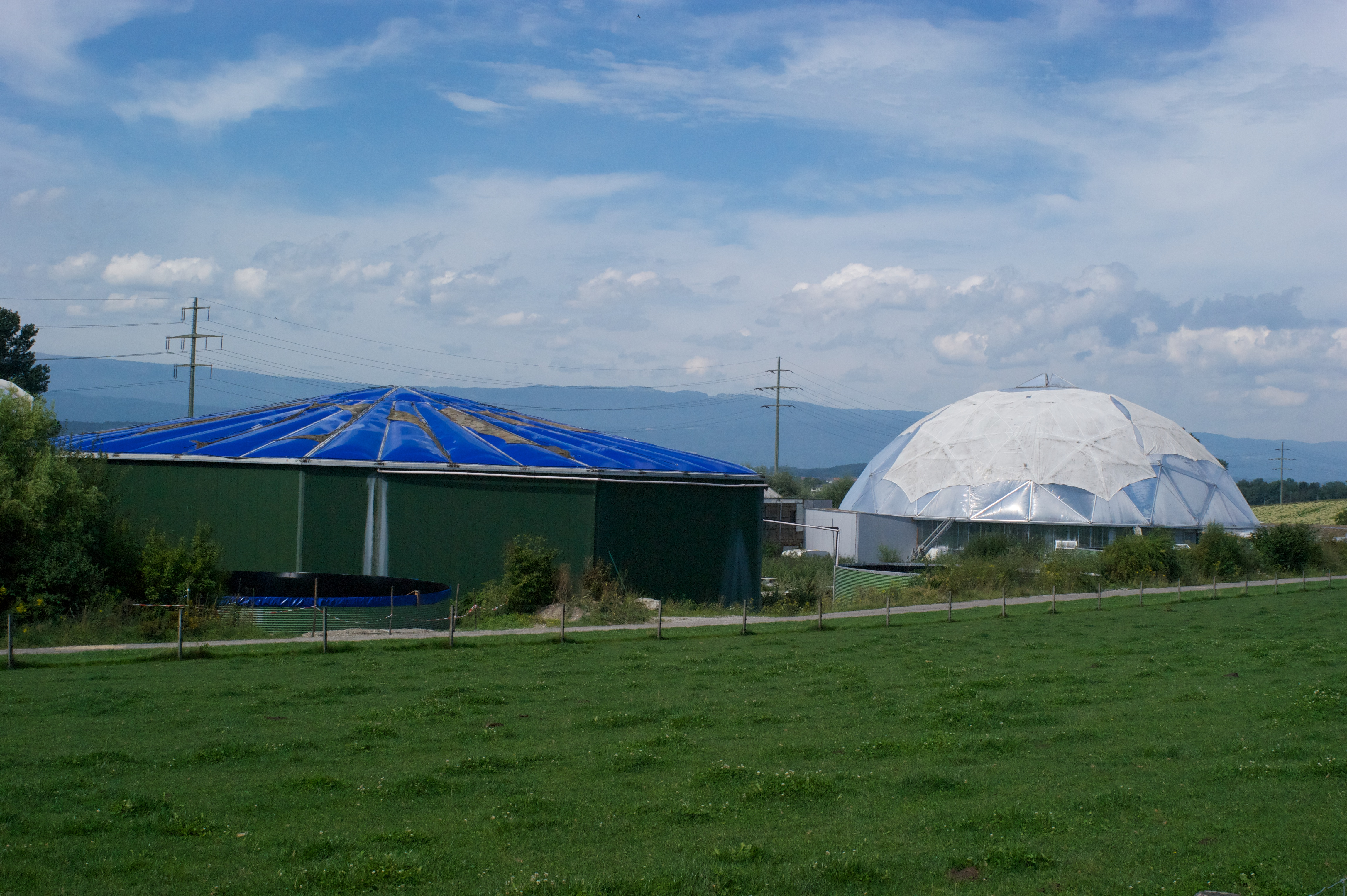
케르체르스 마을의 파필리오라마(나비보호구역)

2020년 12월 기준, 케르체르스의 인구는 5,037명이다. 2008년 기준으로 인구의 18.9%가 거주 외국인이다. 지난 10년(2000-2010년) 동안 인구는 20.3%의 비율로 변화했다. 이주가 10.7%, 출생 및 사망이 5.1%를 차지했다.
2000년 기준, 인구 대부분인 3,387명(87.0%)이 독일어를 모국어로 사용하고, 포르투갈어가 99명(2.5%)으로 두 번째로 많이 사용하고, 알바니아어가 99명(2.5%)으로 세 번째로 사용된다. 프랑스어를 할 줄 아는 사람이 95명, 이탈리아어를 할 줄 아는 사람이 40명, 로만슈어를 할 줄 아는 사람이 3명 있다.
2008년 기준으로 인구는 남성 49.3%, 여성 50.7%이다. 인구는 1,752명의 스위스 남성(인구의 38.5%)과 491명(10.8%)의 비스위스계 남성으로 구성되었다. 스위스 여성은 1,877명(41.3%), 비스위스계 여성은 426명(9.4%)이었다. 시정촌 인구 중 1,219명(약 31.3%)이 케르체르스에서 태어나 2000년에 그곳에 살았다. 같은 주에서 태어난 339명(8.7%)이 있었고, 스위스 다른 곳에서 태어난 1,590명(40.9%)이 있었다. 616명(15.8%)가 스위스 외부에서 태어났다.
2000년 기준으로 아동·청소년(0~19세)이 27.9%, 성인(20~64세)이 60.8%, 노인(64세 이상)이 11.3%를 차지하고 있다.
2000년 기준으로 시정촌에 미혼이거나, 독신인 사람은 1,716명이다. 기혼자는 1,866명, 미망인은 182명, 이혼한 사람은 128명이었다.
2000년 기준으로 시정촌의 개인 가구는 1,499세대로 가구당 평균 2.5명이다. 1인 가구는 425가구, 5인 이상 가구는 129가구였다. 2000 년에는 총 1,440채(전체의 89.7%)가 상설 임대되었으며, 93채(5.8%)가 계절적 임대, 73채(4.5%)가 비어 있었다. 2009년 기준 신규주택 건설률은 인구 1000명당 4세대이다. 2010년 시정촌 공실률은 0.79%였다.
역사적 인구는 다음 차트에 나와 있다.

### 종교
2000년 인구 조사에서 로마 가톨릭 신자는 625명(16.1% )이었고, 스위스 개혁 교회는 2,580명(66.3%) 이었다. 나머지 인구 중 정교회 교인은 58명 (인구의 약 1.49%)이었고, 다른 기독교 교인은 116명(인구의 약 2.98%)이었다. 이슬람교도는 209명(인구의 약 5.37%) 이었다. 불교인이 5명, 힌두교인이 14명, 다른 교회에 속한 사람이 3명이었다. 205명(인구의 약 5.27%)은 교회에 속하지 않고, 불가지론자 또는 무신론자이다. 131명(인구의 약 3.37%)이 질문에 대답하지 않았다.

## 국가중요문화재

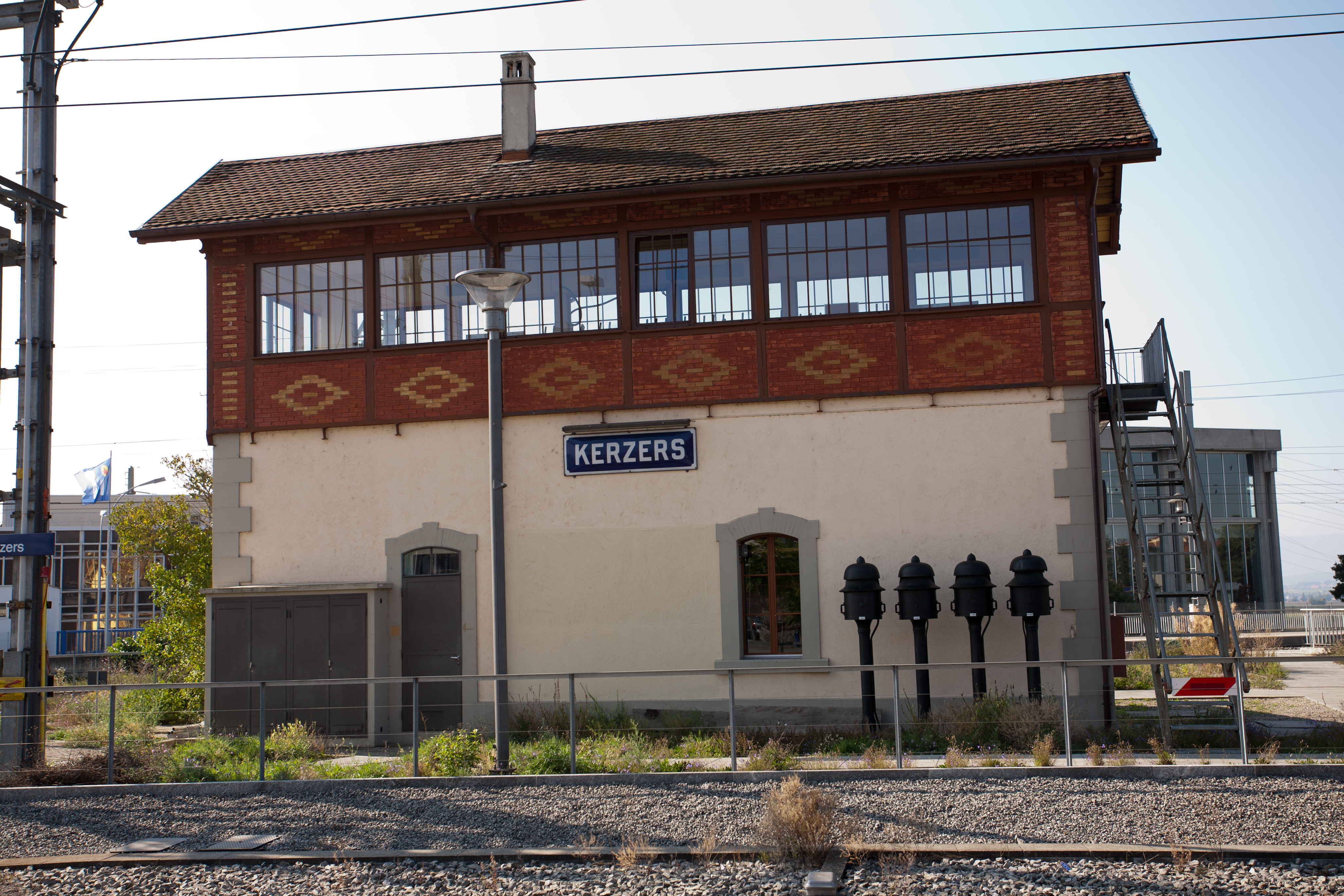
케르체르스의 슈텔베르크(열차역의 신호집)

슈텔베르크(기차역의 신호 집)은 국가적으로 중요한 스위스 문화유산으로 등록되어 있다. 케르체르스의 도시화된 마을 전체는 스위스 유산 목록의 일부이다.

## 정치
2011 년 연방 선거에서 가장 인기 있는 정당은 26.0%의 득표율을 기록한 SVP였다. 다음으로 가장 인기 있는 세 정당은 SPS (19.5%), FDP (14.4%), CVP (12.9%)였다.
SVP는 2007년 연방 선거에서와 거의 같은 득표율을 얻었다 (2007년 29.3% 대 2011년 26.0%). SPS는 2007년 3위(16.4%)에서 2011년 2위로, FDP는 2007년 2위(18.5%)에서 3위, CVP는 2007년 15.4%로 비슷한 수준을 유지했다. 이번 총선에서 총 1,328표가 나왔고, 그 중 16표(1.2%)가 무효였다.

## 경제
2010년 현재 케르체르스의 실업률은 2.1%이다. 2008년 기준으로 1차 경제 부문에 183명이 고용되어 있으며, 이 부문에 약 44개 기업이 참여하고 있다. 358명이 2차 부문에 고용되었고, 이 부문에 53개의 기업이 있었다. 1,384명이 3차 부문에 고용되었으며, 이 부문에는 163개의 기업이 있다. 시정촌 주민은 2,105명으로 일정 정도 고용되었으며, 그중 여성이 전체 노동력의 43.8%를 차지하였다.
2008년에 정규직에 해당하는 총 일자리 수는 1,593개였다. 1차 부문의 일자리 수는 138개였으며 모두 농업에 있었다. 2차 부문의 일자리 수는 327개로 그 중 제조업이 163개(49.8%), 건설업이 159개(48.6%)였다. 3차 부문의 일자리는 1,128개였다. 3차 부문에서; 542개(48.0%)는 도소매 또는 자동차 수리업, 166개(14.7%)는 상품의 이동 및 보관, 61개(5.4%)는 호텔 또는 레스토랑, 3개(0.3%)는 정보 산업에 종사했다. 17개(1.5%)가 보험 또는 금융 산업, 59개(5.2%)가 기술 전문가 또는 과학자, 63개(5.6%)가 교육, 97개(8.6%)가 의료 분야였다.
2000년 기준으로 시정촌으로 출퇴근하는 근로자는 867명, 출퇴근 근로자는 1,244명이었다. 지자체는 근로자의 순수출 지자체이며, 1명이 전입할 때 약 1.4명의 근로자가 지자체를 떠나고 있다. 근로 인구의 21%는 대중교통을 이용하여 출근하고, 50.8%는 자가용을 이용하였다.

## 교육
케르체르스에서는 인구 1,417명(36.4%)이 비필수 고등교육을 이수했으며, 481명(12.4%)가 추가 고등교육( 대학 또는 응용학문대학)을 완료했다. 고등 교육을 마친 481명 중 65.9%가 스위스 남성, 25.8%가 스위스 여성, 4.8%가 비스위스계 남성, 3.5%가 비스위스계 여성이었다.
프리부르주의 학교 시스템은 1년의 의무가 아닌 유치원, 6년의 초등학교를 제공한다. 이후 3년 동안의 의무적 중학교 과정을 거쳐 학생을 능력과 적성에 따라 구분한다. 중학교 이하 학생들은 3년 또는 4년제 고등학교에 진학할 수 있다. 상급 중학교는 체육관 (대학 준비)과 직업 프로그램으로 나뉜다. 상위 중등 프로그램을 마친 후 학생들은 고등 학교에 다니거나 견습 과정을 계속할 수 있다.
2010-11학년도 동안 케르체르스의 42개 학급에 총 735명의 학생이 참석했다. 지자체에서 온 총 743명의 학생이 지자체 또는 외부 학교에 다녔다. 시정촌에는 총 97명의 학생이 있는 5개의 유치원 수업이 있었다. 지자체에는 15개의 초등 학급과 298명의 학생이 있었다. 같은 해에 총 295명의 학생이 있는 18개의 중학교가 있었다. 중고등학생이나 직업수업은 없었지만, 다른 지자체에서 수업을 들은 중고등학생은 33명, 직업훈련생은 54명이었다. 지자체에는 45명의 전문 고등 교육 학생과 함께 4개의 특수 고등 교육 수업이 있었다.
2000년 기준으로, 케르체르스에는 다른 지자체에서 온 116명의 학생이 있었고, 주민 119명은 지자체 이외의 학교에 다녔다.

## 교통
지자체에는 케르체르스와 케르체르스 파필리오라마라는 두 개의 기차역이 있다. 전자는 베른-뇌샤텔 및 팔레지유-리스선의 교차점에 위치하며 베른, 뇌샤텔, 로잔, 파예른 및 리스로 정기적으로 운행된다. 후자는 팔레지유-리스선의 북쪽에 위치하고, 나비 보호 구역으로 직행 서비스를 제공한다.